# 财富美国1000强
财富美国1000强（英語：Fortune 1000），是指美国《财富》杂志每年评选的全美最大的1000家公司的排行榜，以公司的营业额为排名。